# Oppidum

Plan des gallischen Oppidums Bibracte

Als oppidum (lat. für „befestigte Landstadt“) bezeichneten die Römer befestigte Siedlungen. Im Mittelalter wurde unter einem oppidum eine kleine stadtähnliche Siedlung mit Marktfunktion verstanden, der jedoch das Stadtrecht fehlte.

## Römische Zeit
Der Begriff wurde von den Römern für stadtartige Siedlungen sowohl innerhalb als auch außerhalb der Grenzen des Römischen Reiches verwendet.
Im Gegensatz zu anderen lateinischen Begriffen für Stadt, wie municipium, colonia oder civitas, sagt die Bezeichnung oppidum nichts über den Rechtsstatus aus. Deshalb werden nicht zuletzt die Städte der sogenannten Barbaren in den römischen Quellen als oppida bezeichnet. Besonders bekannt sind bis heute die von Julius Cäsar in seinem De bello Gallico beschriebenen keltischen oppida, etwa Bibracte. Aber auch die stadtartigen Siedlungen der Veneter, Histrier und Illyrer wurden von den Römern so genannt.
Wegen der Ecktürme und Tore wurden die Carceres, die Starttoranlagen im römischen Circus, auch Oppidum genannt.

## Mittelalter
Im Mittelalter wurde der Begriff in lateinischen Texten noch bis in das 14. Jahrhundert für eine stadtähnliche Siedlung mit Marktfunktion verwendet, wobei für den gleichen Ort zur selben Zeit oft auch die Begriffe forum oder civitas gebraucht wurden. In der Siedlungsforschung werden sie als Minderstädte bezeichnet, weil ihnen unter anderem die Befestigung (Burg als Siedlungskern oder Stadtmauer) und das volle Stadtrecht fehlte. In zeitgenössischen Quellen Brandenburgs werden sie Städtchen/Städtlein (z. B. stedeken) bzw. Flecken/Marktflecken genannt.
Die Befestigung eines oppidums bzw. Marktes erfolgte nicht wie die einer Stadt mit Mauern und steinernen Türmen, sondern mit Graben und Palisaden als „lichtem Zaun“.

## Wissenschaftlicher Fachterminus
In Vor- und Frühgeschichte und Archäologie werden die meist befestigten stadtartigen Siedlungen der Kelten der späten Eisenzeit, der La-Tène-Zeit, in Anlehnung an die Beschreibungen Cäsars als Oppidum bezeichnet.